# ソングズ・イン・ジ・アティック
『ソングズ・イン・ジ・アティック』（Songs in the Attic）は、ビリー・ジョエルが1981年に発表したライヴ・アルバム。

## 解説
ビリーにとって初のライヴ・アルバムで、1980年のアメリカ・ツアーで録音した音源を使用。
収録曲は、初期4枚のアルバムで発表された曲が選ばれ、『ストレンジャー』（1977年）以降の楽曲のライヴ音源は、敢えて外された。ビリーはこのことに関して、アルバムの英文ライナーノーツで「僕が『屋根裏部屋の歌』と呼んでいた古い曲を、コンサートという形で紹介したもの」「昔のアルバムは、曲は好きだけどライヴのようなエネルギーや楽しさがない」「よりふさわしい形で演奏された昔の曲を集めることを意図した」等といったコメントを書いている。また、フィル・ラモーンが英文ライナーに寄稿したコメントによれば、観客の中にはビリーの古い曲をよく知らず、最新曲であるかのように反応した者もいたという。
本作からは、「さよならハリウッド」（全米17位）と「シーズ・ガット・ア・ウェイ」（全米23位）がシングルとして発表された。ベスト・アルバム『ビリー・ザ・ベスト』でも、この2曲（オリジナルLPでは「さよならハリウッド」のみ）は本作のライヴ・ヴァージョンが収録されている。

## 収録曲
全曲ビリー・ジョエル作。
1. マイアミ2017 - "Miami 2017 (Seen the Lights Go Out on Broadway)" - 5:04
2. 夏、ハイランドフォールズにて - "Summer, Highland Falls" - 3:06
3. 街の吟遊詩人は… - "Streetlife Serenader" - 5:17
4. ロスアンジェルス紀行 - "Los Angelenos" - 3:49
5. シーズ・ガット・ア・ウェイ - "She's Got a Way" - 3:00
6. エヴリバディ・ラヴズ・ユー・ナウ - "Everybody Loves You Now" - 3:07
7. さよならハリウッド - "Say Goodbye to Hollywood" - 4:16
8. キャプテン・ジャック - "Captain Jack" - 7:17
9. 僕の故郷 - "You're My Home" - 3:06
10. さすらいのビリー・ザ・キッド - "The Ballad of Billy the Kid" - 5:27
11. 楽しかった日々 - "I've Loved These Days" - 4:35

各曲の公演地
- ニューヨーク（6月） - 1. 10.
- ボストン（6月） - 5.
- ワシントンD.C.（7月） - 2. 6. 9.
- セントポール（7月） - 3.
- ニューヘイブン（7月） - 4.
- ミルウォーキー（7月） - 7.
- フィラデルフィア（7月） - 8.
- シカゴ（7月） - 11.

## 参加ミュージシャン
- ビリー・ジョエル - ボーカル、ピアノ、シンセサイザー、ハーモニカ
- ダグ・ステッグマイヤー - ベース
- リバティ・デヴィート - ドラムス、パーカッション
- デヴィッド・ブラウン - リードギター
- ラッセル・ジェイヴァース - リズムギター
- リッチー・カナータ - サックス、フルート、オルガン